# 帕克拉茨
帕克拉茨是克羅地亞的城鎮，位於該國中部地區，距離新格拉迪什卡40公里，由波熱加-斯拉沃尼亞縣負責管轄，面積358.82平方公里，海拔高度178米，2011年人口8,855。

## 外部連結
- 官方网站 （克羅埃西亞文）